# Xã Hazel Green, Quận Delaware, Iowa
Xã Hazel Green (tiếng Anh: Hazel Green Township) là một xã thuộc quận Delaware, tiểu bang Iowa, Hoa Kỳ. Năm 2010, dân số của xã này là 378 người.